# Justicia pectoralis
Justicia pectoralis (лат.) — вид растений рода Юстиция семейства Акантовые.
Растёт в Центральной и Южной Америке, на Карибских островах. Описан Николаусом Жакеном в 1760 году.

## Описание
Достигает 50 см в высоту. Листья супротивные, ланцетные.

## Распространение
Растение впервые было описано в 1760 году, будучи собранным на Доминике. Считается местным видом для Аргентины, Белиза, Боливии, Бразилии, Гватемалы, Гондураса, Коста-Рики, Мексики, Никарагуа и Панамы. Встречается также в Венесуэле, Гайане, Колумбии, на Карибских островах, в Парагвае, Перу, Сальвадоре, Суринаме, Французской Гвиане, Эквадоре.

## Значение
Противорвотное средство. Отвар используется для лечения расстройства желудка, гриппа, лихорадки, коклюша. Используется также для лечения головных болей, кровотечений, гематом, простуды.
Растение является источником кумарина. Его также добавляют в табак из виролы для придания более приятного запаха.
Justicia pectoralis var. stenophylla считается галлюциногенным растением, оно используется шаманами племени крахо в Бразилии как мощный энтеоген. Шаманы называют растение «листьями ангела смерти» из-за того, что минимум три курандеро погибло из-за него.